# Hawera
Hawera ist eine Stadt im South Taranaki District der Region Taranaki auf der Nordinsel von Neuseeland. Sie ist Sitz der Verwaltung des Distrikts und des South Taranaki District Councils.

## Namensherkunft
Hawera bedeutet in Māori „verbrannter Ort“. Der Name ergab sich aus den Kämpfen zweier lokaler Stämme, in denen die Häuser der Angegriffen angezündet wurden. Wegen verschiedener mündlicher Überlieferungen sind auch andere Übersetzungen wie „Feueratem“ oder „brennende Ebene“ möglich.

## Geographie
Hawera befindet sich rund 28 km südlich von Stratford und rund 75 km nordwestlich von Wanganui, an der Küste zur South Taranaki Bight, dem Küstenstreifen, auf dem sich die Stadt befindet.

## Geschichte
Den Namen Hawera mit „verbrannter Ort“ in Verbindung zu bringen, erwies sich als passend, als die Stadt 1884, 1888 und 1912 ausgedehnte Brände erlebte. Aus diesem Grund wurde ein großer Wasserturm im Stadtzentrum gebaut und um den Wasserdruck im Leitungsnetz zu erhöhen. Er wurde eines der bekanntesten Wahrzeichen von Hawera und Taranaki. Im Jahr 2001 wurde der Turm wegen Baufälligkeit für die Öffentlichkeit geschlossen und 2004 nach umfassender Restaurierung wieder eröffnet.

## Bevölkerung
Zum Zensus des Jahres 2013 zählte Hawera 8514 Einwohner, 1,76 % mehr als zur Volkszählung im Jahr 2006.

## Wirtschaft
Hawera ist Standort der größten Molkerei der Südhalbkugel, „Whareroa“. Dies hat ein eigenes, mit Gas befeuertes Kraftwerk. Der Komplex entstand aus einem im Jahre 1975 von der früheren Kiwi Co-operative Dairies gebauten Werk. Heute ist der Eigentümer das Unternehmen Fonterra Co-operative Group.

## Infrastruktur

### Straßenverkehr
Der New Zealand State Highway 3, der durch den südlichen und westlichen Teil der Stadt führt, verbindet Hawera mit Wanganui im Osten und mit dem südlichen Teil der Nordinsel Neuseelands. Nach Norden verbindet der Highway die Stadt mit Eltham, Stratford und New Plymouth. Im Südwesten der Stadt zweigt der New Zealand State Highway 45 nach Westen ab und bindet die Küstenorte Taranakis an die Stadt an.

### Schienenverkehr
Am 1. August 1881 wurde die Bahnstrecke Marton–New Plymouth, die durch Hawera führt, in Betrieb genommen. Seit der Einstellung des Personenverkehrs zwischen Marton und New Plymouth am 30. Juli 1977 verkehren ausschließlich Güterzüge über die Strecke.

## Sehenswürdigkeiten
In Hawera befindet sich das Tawhiti Museum. Das Museum zeigt mit Hilfe lebensgroßer Wachsfiguren Szenen aus der Ortsgeschichte, außerdem sind Modelle von befestigten Dörfern (Pā) der Māori zu sehen.

## Persönlichkeiten
- Atholl John Anderson (* 1943), Archäologe, Anthropologe und Hochschullehrer
- Alan Brough, Schauspieler und Comedian
- Gayle Broughton (* 1996), Rugbyspielerin
- Michael Campbell (* 1969), Golfspieler
- Tim Chadwick (* 1962), Künstler und Autor
- Owen John Dolan (1928–2025), römisch-katholischer Geistlicher, Koadjutorbischof von Palmerston North
- Wayne Gould (* 1945), Verbreiter des Sudokus in Europa
- Sherryl Jordan (1949–2023), Schriftstellerin
- Fiona Kidman (* 1940), Autorin
- Graham Kirk (* 1948), Künstler
- Issac Luke (* 1987), Rugbyspieler
- Ronald Hugh Morrieson (* 1922), Autor der Kultfilme 'The Scarecrow' und Came a Hot Friday
- Rebecca Scown (* 1983), Ruderin
- Conrad Smith (* 1981), Rugbyspieler
- Adine Wilson (geb. Harper) (* 1979), Netball-Spielerin und Kapitän der Silver Ferns